# جيمس غال
جيمس غال (بالإنجليزية: James Gall)‏ (27 سبتمبر 1808 - 7 فبراير 1895) رجل دين ورسام خرائط وناشر ونحات وفلكي ومؤلف اسكتلندي. في رسم الخرائط، اشتهر بإسقاط خرائطي معروف بِاسم إسقاط غال-بيترز.